# 1902 en mathématiques
Cet article présente les faits marquants de l'année 1902 en mathématiques.

## Évènements
- 16 juin : le mathématicien britannique Bertrand Russell décrit le paradoxe de Russell dans une lettre adressée au logicien allemand Gottlob Frege. Ce paradoxe remet en cause la théorie des ensembles[1].

## Publications
- Le mathématicien hongrois Gyula Farkas publie dans le Journal de Crelle un article intitulé Theorie der einfachen Ungleichungen dans lequel il démontre pour la première fois le lemme de Farkas.

## Naissances
- 13 janvier : Karl Menger (mort en 1985), mathématicien autrichien.

- 24 janvier : Oskar Morgenstern (mort en 1977), mathématicien et économiste américain d'origine autrichienne.

- 29 janvier : Roger Fletcher (mort en 2016), mathématicien britannique.

- 1er février : Jovan Karamata (mort en 1967), mathématicien serbe.

- 5 février : Theodor Estermann (mort en 1991), mathématicien britannique.

- 9 février :  Salomon Lubelski (mort en 1941), mathématicien polonais.

- 16 mars : Louis Couffignal (mort en 1966), mathématicien et cybernéticien français.

- 26 mars : Marion Gray (morte en 1979), mathématicienne écossaise.

- 4 avril : Eberhard Hopf (mort en 1983), mathématicien autrichien.

- 3 mai : Marcel Golay (mort en 1989), mathématicien, physicien et théoricien de l'information suisse.

- 28 mai : Stephan Cohn-Vossen (mort en 1936), mathématicien polonais.

- 13 juin : Carolyn Eisele (morte en 2000), mathématicienne et historienne des mathématiques américaine.

- 22 juin : Alexandru Ghica (mort en 1964), mathématicien roumain.

- 24 juin : Oskar Morgenstern (mort en 1977), mathématicien allemand.

- 2 août : Mina Rees (morte en 1997), mathématicienne américaine.

- 8 août : Paul Dirac (mort en 1984), physicien et mathématicien britannique.

- 28 août : Jean Favard (mort en 1965), mathématicien français.

- 5 septembre : Paul Labérenne (mort en 1985), mathématicien français.

- 23 septembre : Su Buqing (mort en 2003), mathématicien chinois.

- 24 septembre : Hans Petersson (mort en 1984), mathématicien allemand.

- 31 octobre : Abraham Wald (mort en 1950), mathématicien hongrois.

- 30 novembre : Tirukkannapuram Vijayaraghavan (mort en 1955), mathématicien indien.

## Décès
- 14 février : Cato Guldberg (né en 1836), chimiste et mathématicien norvégien.

- 26 avril : Lazarus Fuchs (né en 1833), mathématicien allemand.

- 16 juin : Ernst Schröder (né en 1841), mathématicien allemand.

- 28 novembre : Louis Jules Gruey (né en 1837), astronome et mathématicien français.